# Au commencement...
Pour les articles homonymes, voir In the Beginning.
Pour plus de détails, voir Fiche technique et Distribution.
Au commencement… (In the Beginning) est un téléfilm américain en deux parties réalisé par Kevin Connor et diffusé en France en 2000.

## Fiche technique
- Réalisation : Kevin Connor
- Scénario : John Goldsmith
- Photographie : Elemér Ragályi (hu)
- Musique : Ken Thorne
- Durée : 189 minutes
- Pays :  États-Unis

## Distribution
- Martin Landau : Abraham
- Jacqueline Bisset : Sarah
- Billy Campbell : Moïse
- Eddie Cibrian : Joseph
- Frederick Weller (en) : Jacob
- Alan Bates : Jethro
- Geraldine Chaplin (VF : Anne Deleuze) : Yocheved
- Diana Rigg (VF : Régine Blaëss) : Rebeccah
- Art Malik : Ramsès II
- Christopher Lee : Ramsès I
- Steven Berkoff : Potiphar
- Amanda Donohoe :  Zuleika
- Rachael Stirling (VF : Natacha Muller) : Rebeccah jeune
- Victor Spinetti : Happatezoah, le magicien du Pharaon
- David Threlfall : Aaron
- David Warner : Eliezer
- Sendhil Ramamurthy : Adam
- Jonathan Firth (VF : Damien Boisseau) : Joshua

 Source et légende : version française (VF) sur RS Doublage